# Armada com rasteira
L'armada com rasteira (litt. "armée avec balayage" en portugais) est un mouvement déséquilibrant de capoeira le plus souvent utilisé pour esquiver une contre-attaque en "faveur" (dans le même sens) sur l'armada.
Le mouvement consiste à déplacer tout son poids sur le côté pendant l'armada de manière à esquiver le contre, tout en se jetant sur le pied d'appui de l'adversaire pour faire une rasteira